# La Route de Gakona
La Route de Gakona est un thriller de Jean-Paul Jody paru en 2009, construit autour de la thèse selon laquelle les services secrets des États-Unis pourraient provoquer des catastrophes naturelles, par la manipulation de l'ionosphère afin de déstabiliser des pays ou des régions pour ensuite s'y introduire militairement, politiquement ou économiquement. On y fait notamment référence au High Frequency Active Auroral Research Program.
On y retrouve les personnages d'un précédent roman du même auteur, La Position du missionnaire.

## Argument
Un détective privé appelé pour enquêter sur le suicide d'un retraité constate progressivement que cette affaire apparemment banale en cache une autre d'envergure internationale : le retraité en question a vraisemblablement été assassiné parce qu'il s'intéressait de près – quoiqu'en amateur – à un projet de manipulation du climat, des cataclysmes naturels et même de l'état mental des humains par les ondes, à la suite de l'aboutissement des travaux énoncés à l'origine par Nikola Tesla (1856-1943). Avec la nouvelle stagiaire que vient d'engager son associé, il tentera de recoller ensemble les morceaux du puzzle pendant que les services secrets américains, aidés de leurs alliés, éliminent un par un quiconque risque d'avoir vent du projet.

## Fondement réel
Dans l'ensemble du roman, l'auteur balance prudemment entre la thèse et l'hypothèse, exposant toutefois celle-ci en détail par la bouche de ses différents personnages et citant plusieurs faits et sources. Il fait notamment remarquer que le nombre de catastrophes naturelles (ouragans, tremblements de terre) a considérablement augmenté depuis le début des années 2000, et particulièrement en Chine.

## Principaux personnages

### Les enquêteurs
- Kinscoff : Enquêteur à la retraite. Très expérimenté, a ouvert une petite boîte de détectives privés avec son collègue Stéphane. C’est lui qui sera mis sur l’enquête concernant la mort de Bautron et qui, de fil en aiguille, découvrira le pot aux roses. « Toujours saisir les occasions, avant que la mort ne sonne à la porte un matin où l’on s’y attend le moins. Un principe essentiel qu’il n’appliquait jamais pour lui-même. » (p. 283)
- Stéphane : Associé du précédent. Plus jeune, moins téméraire. Restera à Paris pendant que son collègue et Cathy font l’enquête.
- Catherine Hanbal, dite « Cathy » : Nouvelle stagiaire des deux précédents. Jeune fille plutôt timide, « qui s'habille comme un sac » (p. 196) mais débrouillarde et désireuse de faire sa marque.

### Les agents des services secrets
- Schramm : Agent secret travaillant pour les États-Unis. Sa mission est d’empêcher quiconque d’avoir connaissance de l’opération qui se trame.
- Pierre-Marie Tarnaud, dit « Tiez » : Capitaine à la Direction du renseignement militaire, ancien des troupes d’élite de la légion étrangère. Au service du précédent pour la France.
- Melchior : Homme de main du précédent. Mésadapté social, « brute taciturne » n’ayant pu obtenir de recommandation à sa sortie de la légion étrangère. C’est grâce à Tiez qu’il peut gagner sa vie. Celui-ci la lui a d’ailleurs sauvée lors d’une opération militaire en Afrique. S’occupe d’éliminer manu militari ceux qui risquent d’en savoir trop, ou de les intimider pour qu’ils se taisent.
- Doug : Homme main de Schramm pour les États-Unis. Se déplace aux quatre coins du monde avec son jeune comparse Daemon pour liquider ceux qui lui sont désignés. « Célibataire sans enfants, il se demandait parfois à quoi servait la somme d’informations et d’expériences qu’il avait accumulées au cours de sa vie, ces choses-là ne se léguaient pas, elles disparaîtraient avec lui. » (p. 282)
- Daemon : Comparse de Doug, plus jeune et inexpérimenté. « Il ne pouvait s’empêcher de palper ses victimes, s’assurait de leur réalité comme s’il voulait s’approprier le souffle vital de ceux qu’il allait tuer. » (p. 11)
- Kilda : Membre des services secrets d’Australie. Descendante d’une aborigène, tente de se faire accepter chez les « Blancs ». S’occupe de liquider Jos Stadler en le mettant en contact avec une vipère pour déguiser l’incident.

### Les victimes
N.B. : Pour ne pas vendre la mèche, seuls sont présentés en tant que victimes ici les personnages qui trouvent la mort dans la première moitié du roman.
- Gardner Murphy : Première victime des services secrets, assassiné par un meurtre déguisé en suicide dans une forêt de Pennsylvanie non loin de chez lui. Il avait reçu un brevet de Tesla de la part de Bautron qui voulait en savoir plus car celui-ci ne comprenait pas l’anglais. Ce sont justement ces brevets que les autorités américaines ne veulent pas voir circuler.
- René Bautron : Retraité de Nantes, passionné de tout ce qui concerne les ondes, l’électricité et l’électromagnétisme. Sa famille ne croit pas à son suicide et fait donc appel à Kinscoff, par le biais de la compagnie d’assurance, pour élucider l’affaire. C’est de là que Kinscoff démêlera un écheveau qui s’avère beaucoup plus complexe qu’on ne l’aurait cru.
- Jos Stadler : Géologue employé de la mine Telfer dans le Grand Désert de sable de l’Ouest australien. Mène une vie recluse à la suite d’un échec amoureux. A aussi reçu le brevet de Tesla, et c’est la raison pour laquelle il sera liquidé.
- Akira Mishumi : Professeur d’université de Tokyo. A reçu le brevet de Tesla de la part de Jos Stadler, et sera donc liquidé lui aussi, par Doug et Daemon.
- Mike O’Shea : Travailleur humanitaire irlandais qui n’a pas froid aux yeux. A reçu le brevet du Pr Mishumi, qui souhaitait profiter de ses lumières. Incapable d’ouvrir le fichier PDF en le recevant dans un café Internet de Bangkok, il le retransmet à la liste de diffusion de la Tesla Society dans l’espoir qu’un membre puisse ouvrir le fichier mais meurt assassiné par une injection létale de Doug et Daemon dans l’heure qui suit. Le médecin diagnostique une crise cardiaque.

### Les aides et informateurs de fond
- Babou : Mécanicien à Nantes. Correspondant de Bautron et membre de la même liste de discussion que lui concernant les ondes et les travaux de Tesla. C’est lui qui expliquera qui était Tesla à Kinscoff. Il aura droit à un sérieux « avertissement » de Melchior.
- Sun Mi : Coréenne habitant Paris, « une grande brune d’environ trente-cinq ans, la peau mate et un corps d’androgyne », spécialisée en climatologie mais sans travail, gagne sa vie comme chanteuse rock dans les bars. En apprendra long à Kinscoff sur les changements climatiques.
- Luc Speller : Climatologue à la retraite, « soixante-quinze ans environ, grand et mince, cheveux gris ». Arrive de nulle part pour aviser Kinscoff et Cathy qu’ils devraient laisser faire les gouvernements, car ceux-ci travaillent pour éviter les catastrophes qu’annoncent les changements climatiques.
- Tobias : Jeune chercheur norvégien d’origine kényane. C’est Sun Mi qui a donné son nom aux enquêteurs, qui iront le rejoindre à Tromsø, au nord de la Norvège. Il en apprendra un peu plus aux deux comparses, et les mettra sur la piste de l’Alaska.
- Areski : Chauffeur de taxi de Montréal d’origine maghrébine. Vieux collègue de Kinscoff, qui viendra le rejoindre au Québec avec Cathy, en route pour le Yukon et l'Alaska, et lui demandera son aide.
- Pascal Millette, dit « Beef » : Radioamateur de Whitehorse, au Yukon, d’origine québécoise. Donnera de nouvelles informations aux deux comparses et les aidera à traverser la frontière de l’Alaska clandestinement grâce à ses amis musheurs Bobby et Ruby.
- Bobby et Ruby : Frères jumeaux, musheurs champions de diverses courses. Feront traverser la frontière de l’Alaska clandestinement à Cathy et Kinscoff lors d’une mémorable et éprouvante course de traîneaux à chiens.